# Mesocapnia porrecta
Mesocapnia porrecta är en bäcksländeart som först beskrevs av Jewett 1954.  Mesocapnia porrecta ingår i släktet Mesocapnia och familjen småbäcksländor. Inga underarter finns listade i Catalogue of Life.